# Barracuda Queens
Barracuda Queens är en svensk dramaserie som hade premiär på streamingtjänsten Netflix 5 juni 2023, skapad av Amanda Adolfsson. Serien är till del baserad på verkliga händelser och den första säsongen bestod av sex avsnitt. För manus svarade Camilla Ahlgren tillsammans med Sofie Forsman, Tove Forsman och Veronica Zacco.
I mars 2024 förnyades serien för en andra säsong, som hade premiär 5 juni 2025.

## Handling
Säsong 1: Serien utspelar sig i mitten av 90-talet och kretsar kring fem kompisar som kallar sitt gäng för Barracuda Queens efter Barracudaviken i Djursholm. Efter att ha bränt för mycket pengar på festande i Båstad börjar de begå inbrott i villor i Djursholm. De fortsätter därefter sin stöldturné för spänningens skull.
Säsong 2: Lollo kommer hem efter ett par år i Paris där hon pluggat. Hon får snart reda på att pengarna från säsong 1 är slut. Hon konstaterar också snabbt att hon inte längre klarar av att bo hemma, där hennes mamma och pappa fortfarande bor tillsammans trots att de helt uppenbart borde skilja sig. För att betala ett svartkontrakt till en åttarummare inne i stan behöver tjejgänget  snabbt fixa fram en miljon. Tjejerna bestämmer sig för att stjäla ett antal värdefulla tavlor från Thielska Galleriet, där Amina jobbar. 

## Rollista (i urval)
- Alva Bratt – Lollo Millkvist
- Tea Stjärne – Mia Thorstensson
- Tindra Monsen – Klara Rapp
- Sandra Zubovic –  Frida Rapp
- Sarah Gustafsson – Amina Khalil
- Izabella Scorupco – Margareta Millkvist
- Johannes Bah Kuhnke – Claes Rapp
- Carsten Bjørnlund – Lars Millkvist
- Max Ulveson – Calle Millkvist
- Mirja Turestedt – Viveca Rapp
- Editha Domingo – Trisha
- Meliz Karlge – Laila Khalil
- Michaela Thorsén – Cecilia Thorstensson
- Gino Estéra – Farshid Khalil
- Richard Forsgren – Magnus Thorstensson
- David Book – Carl-Johan von Schmigel
- Christian Fandango Sundgren – Tobias
- Hannes Alin – Niklas
- Philip Oros – André

### Säsong 2
- Cecilia Frode – Siv Malm
- Joel Spira – Paul Strandberg
- Filip Berg – Jesper Magnusson